# Битва при Семинаре (1503)
Битва при Семинаре (исп. Batalla de Seminara) — сражение между испанскими и французскими войсками у города Семинара 21 апреля 1503 года в ходе Второй итальянской войны.

## Предыстория
Заключённый 11 ноября 1500 года Гранадский мир делил Неаполитанское королевство на испанскую (Апулия и Калабрия) и французскую (Кампания и Абруцци) части. В дальнейшем обе стороны конфликтовали из-за административных вопросов, что в итоге вылилось в приграничные стычки и вторую итальянскую войну.
Более многочисленные французские силы были разделены на две армии: вице-король Неаполя Луи д’Арманьяк в Апулии сторожил укрывавшегося в Барлетте Гонсало Фернандеса де Кордову, в то время как в Калабрии Стюарт д’Обиньи противостоял Уго де Кардоне и Мануэлю де Бенавидесу. К началу 1503 года зять Фердинанда II Арагонского Филипп I Кастильский подписал с Людовиком XII мирный договор в Лионе, однако Фердинанд отказался утверждать этот документ, и война продолжалась.

## Ход сражения
В феврале испанская флотилия Луиса Портокарреры отплыла из Картахены в Неаполь, выполняя приказ Фердинанда II о поддержке Фернандеса де Кордовы. У Луиса было 40 кораблей, 600 всадников и 2 000 астурийской и галиссийской пехоты, с которыми он прибыл в Мессину 5 марта. Вскоре он умер, передав командование дону Фернандо де Андраде.
Узнав о приближении испанских подкреплений, Беро Стюарт д’Обиньи вместе с 200 всадниками и 800 пехотинцами направился к Терранове. Свернув её осаду, он двинулся к Сан-Мартино, пока де Андраде собирал войска в Семинаре. После переговоров было решено начать сражение 21 апреля на полпути между Семинарой и Джоей-Тауро. В последовавшем сражении испанцы разбили французов, которых затем преследовали.

## Последствия
30 дней Беро Стюарт держал осаду в замке Анджитола, после чего попал в плен и был доставлен в Кастель-Нуово. После поражения французского войска Калабрия осталась под властью Испании. Через неделю де Кордова в битве при Чериньоле разгромит другое французское войско.